# Melut
Melut – miasto w Sudanie Południowym w stanie Faszoda. Liczy 26 785 mieszkańców.